# غباريا (السوم)

تعديل مصدري - تعديل

غباريا هي إحدى قرى عزلة السوم بمديرية السوم التابعة لمحافظة حضرموت، بلغ تعداد سكانها 186 نسمة حسب تعداد اليمن لعام 2004.